# Museo di Sisimiut
Il museo di Sisimiut (in groenlandese Sisimiut Katersugaasiviat) è un museo a Sisimiut, in Groenlandia. Situato in un edificio storico vicino al porto, è specializzato nel commercio, nell'industria e nel trasporto marittimo della Groenlandia, con manufatti basati su dieci anni di ricerca archeologica e scavi degli antichi insediamenti della cultura Saqqaq vicino alla città, offrendo una visione della cultura e della regione di 4 000 anni fa.
Il museo ospita anche una collezione di strumenti e oggetti domestici raccolti tra il 1902 e il 1922, un inventario della vecchia chiesa con l’altare originale datata al 1650 circa e dei dipinti degli anni 1790. La ricostruzione della casa di torba di una residenza groenlandese dell'inizio del XX secolo con mobili per la casa fa parte di una mostra all'aperto.La mostra include i resti di un kayak del XVIII secolo e la collezione Poul Madsen, una collezione di artigianato, arte, oggetti per la casa e oggetti etnografici compilati in cinquant'anni.
Nel 1989, Finn Kramer, curatore del museo, scoprì il sito culturale di Nipisat Saqqaq e fu incaricato della sua evacuazione durante i successivi cinque anni.